# Кубок наций ОФК 2020
Кубок Наций ОФК 2020 года должен был стать 11-м континентальным турниром Океании по футболу среди мужчин, организованным Конфедерацией футбола Океании (OFC) и намеченным на 6–20 июня 2020 года. 
Первоначально турнир должен был быть организован Новой Зеландией, которая была выбрана как хозяйка 10 января 2020 года.  Всего в финальном турнире должны были принять участие восемь команд. Чемпионский титул должна была защищать Новая Зеландия.
21 апреля 2020 года в OFC объявили, что из-за пандемии COVID-19 и сложности переноса турнира на другую дату он будет отменён.

## Квалификация
Все 11 аффилированных с ФИФА национальных сборных-членов ОФК имели право участвовать в турнире.
Несколько команд (Новая Зеландия, Таити, Соломоновы Острова, Фиджи, Новая Каледония, Ваунату, Папуа - Новая Гвинея) гарантировали себе участие в турнире.
Первоначально отборочный раунд планировалось провести в период с 21 по 27 марта 2020 года на поле Академии ФИФА в Раротонге, на Островах Кука.  Однако 9 марта 2020 года OFC объявило, что раунд отменён.

## Арены
Предполагалось, что турнир пройдёт в Окленде на аренах "The Touirists" и "North Habour".